# Campionat d'Espanya de motocròs 1974
La temporada de 1974 del Campionat d'Espanya de motocròs fou la 16a edició d'aquest campionat, organitzat per la Reial Federació Motociclista Espanyola. El calendari oficial constava de 9 proves puntuables. Diverses de les proves programades es disputaren als Països Catalans: Motocròs de Martorell (la primera, el 21 d'abril), Motocròs d'Esplugues, Motocròs de Figueres i Motocròs de Cullera entre d'altres.

## Classificació final

### 250cc
| Posició | Pilot               | Motocicleta | Punts |
| ------- | ------------------- | ----------- | ----- |
| 1       | José Angel Mendívil | Bultaco     | ?     |
| 2       | Jorge Capapey       | Bultaco     | ?     |
| 3       | José María Sáinz    | Bultaco     | ?     |
| 4       | José Sánchez        | Bultaco     | ?     |
| 5       | Domingo Gris        | OSSA        | ?     |
| 6       | ?                   | ?           | ?     |
| 7       | Francesc Lancho     | Montesa     | ?     |
| 8       | ?                   | ?           | ?     |
| 9       | Domingo Illa        | Montesa     | ?     |
| 10      | Fernando Muñoz      | OSSA        | ?     |

## Categories inferiors
| Campionat           | Guanyador  | Motocicleta |
| ------------------- | ---------- | ----------- |
| Trofeu Júnior 125cc | Toni Elías | Bultaco     |